# أيفوري جو هنتر
أيفوري جو هنتر (بالإنجليزية: Ivory Joe Hunter)‏ هو مغن مؤلف وموسيقي وعازف بيانو أمريكي، ولد في 10 أكتوبر 1914 في مقاطعة جاسبر في الولايات المتحدة، وتوفي في 8 نوفمبر 1974 في ممفيس في الولايات المتحدة بسبب سرطان وسرطان الرئة.

## وصلات خارجية
- أيفوري جو هنتر على موقع IMDb (الإنجليزية)
- أيفوري جو هنتر على موقع ميوزك برينز (الإنجليزية)
- أيفوري جو هنتر على موقع أول ميوزيك (الإنجليزية)
- أيفوري جو هنتر على موقع ديسكوغز (الإنجليزية)